# Сирадзе, Виктория Моисеевна
Виктория Моисеевна Сирадзе — советский хозяйственный, государственный и политический деятель.

## Биография
Родилась в 1929 году. Член КПСС с 1951 года.
С 1949 года — на хозяйственной, общественной и политической работе. В 1949—1991 гг. — заместитель секретаря, секретарь комитета ЛКСМ Грузии Тбилисского политехнического института, 1-й секретарь районного комитета ЛКСМ Грузии[где?], 2-й, 1-й секретарь Тбилисского городского комитета ЛКСМ Грузии, 1-й секретарь Кировского, Орджоникидзевского районного комитета КП Грузии в Тбилиси, секретарь Тбилисского городского комитета КП Грузии, секретарь ЦК КП Грузии, заместитель председателя СМ Грузинской ССР, 
секретарь ЦК КП Грузии, заместитель председателя Президиума Верховного Совета Грузинской ССР, председатель Грузинского республиканского Совета профсоюзов.
Избиралась депутатом Верховного Совета СССР 6-го созыва, народным депутатом СССР.